# Семилетка (Давлекановский район)
Семилетка — упразднённый в 1981 году посёлок Поляковского сельсовета Давлекановского района БАССР.

## География

### Географическое положение
Расстояние до (на 1 января 1969):
- районного центра (Давлеканово): 10 км,
- центра сельсовета (Поляковка): 8 км,
- ближайшей ж/д станции (Давлеканово): 10 км.

## История
Исключён из списков населённых пунктов в 1981 году согласно Указу Президиума ВС Башкирской АССР от 12.02.1981 N 6-2/66 «Об исключении некоторых населенных пунктов из учетных данных по административно-территориальному делению Башкирской АССР».

## Население
На 1 января 1969 года проживали 16 человек; преимущественно русские.